# Encephalartos barteri
Espèce
Statut de conservation UICN

VUA4cd : Vulnérable
Encephalartos barteri  Carruth. ex Miquel est une espèce de plantes de la famille des Zamiaceae. Elle posséde une tige conique courte similaire à celle d'un palmier nain ou d'une fougère arborescente. On la trouve dans plusieurs pays d'Afrique, notamment au Cameroun, Ghana, Nigeria, Ouganda et Soudan. Encephalartos barteri Carruth. ex Miq. (1868) possède deux sous-espèces nettement distinctes : Encephalartos barteri barteri  et Encephalartos barteri allochrone. L'encephalartos barteri barteri est l'espèce la plus répandue et aussi la plus vulnérable. L'étude de la vulnérabilité est basée sur le déclin de cette variété au cours du temps. En l'espace de 30 ans (soit une génération), son déclin est estimé à 30%.

## Étymologie
Son épithète spécifique barteri rend hommage au botaniste britannique Charles Barter.

## Liste des sous-espèces
Selon Catalogue of Life (17 octobre 2017), World Checklist of Selected Plant Families (WCSP) (17 octobre 2017) et Tropicos (17 octobre 2017) (Attention liste brute contenant possiblement des synonymes)  :
- sous-espèce Encephalartos barteri subsp. allochrous L.E.Newton (1978)
- sous-espèce Encephalartos barteri subsp. barteri

Selon NCBI (17 octobre 2017) :
- sous-espèce Encephalartos barteri subsp. allochrous